# Туба (Нижнекамский район)
Туба (тат. Тоба) — село в Нижнекамском районе Татарстана. Входит в состав Каенлинского сельского поселения.

## География
Находится в центральной части Татарстана на расстоянии приблизительно 16 км по прямой на юг от районного центра города Нижнекамск у реки Зай.

## История
Известна с 1678 года. В начале X века здесь была мечеть и мектеб.
В «Списке населенных мест по сведениям 1870 года», изданном в 1877 году, населённый пункт упомянут как деревня Туба 3-го стана Мензелинского уезда Уфимской губернии. Располагалась при реке Зае, по правую сторону коммерческого тракта из Бирска в Мамадыш, в 100 верстах от уездного города Мензелинска и в 25 верстах от становой квартиры в селе Заинск (Пригород). В деревне, в 84 дворах жили 377 человек (184 мужчины и 193 женщины, татары), были мечеть, водяная мельница. Жители занимались земледелием, скотоводством, пчеловодством.
По сведениям переписи 1897 года, в деревне Туба Мензелинского уезда Уфимской губернии жили 658 человек (336 мужчин и 322 женщины), все мусульмане.

## Население
Постоянных жителей было: в 1859—333, в 1870—377, в 1897—669, в 1920—875, в 1926—494, в 1949—714, в 1958—626, в 1970—623, в 1979—504, в 1989—281, в 2002 − 256 (татары 98 %), 245 в 2010.